# Klakring Sogn
Klakring Sogn er et sogn i Hedensted Provsti (Haderslev Stift).
I 1800-tallet var Klakring Sogn anneks til As Sogn. Begge sogne hørte til Bjerre Herred i Vejle Amt. As-Klakring sognekommune blev ved kommunalreformen i 1970 indlemmet i Juelsminde Kommune, der ved strukturreformen i 2007 indgik i Hedensted Kommune. 
Juelsminde Kirke blev indviet i 1913. I 1979 blev Juelsminde Sogn udskilt fra Klakring Sogn.
I Klakring Sogn ligger Klakring Kirke.
I sognet findes følgende autoriserede stednavne:
- Albæk Hoved (areal)
- Boestholt (bebyggelse)
- Klakring (bebyggelse, ejerlav)
- Kokborg (bebyggelse)
- Nørreskov (bebyggelse)
- Stilhøjt (bebyggelse)
- Sverige (bebyggelse)
- Vesterager (bebyggelse)
- Vesterby (bebyggelse)
- Øksnehave Krog (bebyggelse)